# Enrique Enoch
Enrique Enoch Álvarez (n. Osorno, Chile, 9 de julio de 1952) es un exfutbolista chileno. Jugaba de portero y jugó en diversos equipos de Chile. Se hizo conocido por los hinchas de Unión Española, equipo con el cual jugó por muchos años.

## Clubes
| Club                 | País  | Año       |
| -------------------- | ----- | --------- |
| Ferroviarios         | Chile | 1970      |
| Universidad Católica | Chile | 1971-1973 |
| Unión Española       | Chile | 1974-1976 |
| Colo-Colo            | Chile | 1977-1978 |
| Universidad Católica | Chile | 1979-1980 |
| Deportes La Serena   | Chile | 1981      |
| Unión Española       | Chile | 1982-1984 |
| O'Higgins            | Chile | 1985-1986 |

## Palmarés

### Campeonatos nacionales
| Título           | Club           | País  | Año  |
| ---------------- | -------------- | ----- | ---- |
| Primera División | Unión Española | Chile | 1975 |

## Historial Electoral

### Elecciones municipales de 1992
- Elecciones municipales de 1992, para la alcaldía y concejo municipal de Maipú[2]

(Se consideran solo candidatos con sobre el 3% de los votos)
| Candidato                    | Pacto                          | Partido | Votos  | %     | Resultado |
| ---------------------------- | ------------------------------ | ------- | ------ | ----- | --------- |
| Herman Silva Sanhueza        | Concertación por la Democracia | PDC     | 10.665 | 11,74 | Alcalde   |
| Mario Ortiz Quiroga          | Concertación por la Democracia | PDC     | 8.564  | 9,43  | Concejal  |
| José Olivares Montoya        | Concertación por la Democracia | PPD     | 7.903  | 8,70  | Concejal  |
| Humberto Salas Mayorga       | Concertación por la Democracia | PDC     | 7.257  | 7,99  | Concejal  |
| Roberto Sepúlveda Hermosilla | Participación y Progreso       | RN      | 6.778  | 7,46  | Concejal  |
| Luis Ferrada Urzua           | Participación y Progreso       | RN      | 5.392  | 5,94  | Concejal  |
| Hilda Porras Zúñiga          | Participación y Progreso       | UDI     | 4.414  | 4,86  | Concejal  |
| Ignacio Aliaga Riquelme      | Concertación por la Democracia | PS      | 4.303  | 4,74  |           |
| Hector Canales Morales       | Concertación por la Democracia | PDC     | 4.215  | 4,64  | Concejal  |
| Juan Vial Gaete              | Participación y Progreso       | UDI     | 4.137  | 4,56  |           |
| Enrique Rebolledo Isla       | Participación y Progreso       | RN      | 3.806  | 4,19  |           |
| Laín Aymans Escobar          | Concertación por la Democracia | PS      | 3.668  | 4,04  |           |
| Carlos Améstica Morales      | Independiente (Fuera de pacto) | IND     | 2.842  | 3,13  |           |
| Enrique Enoch Alvarez        | Participación y Progreso       | UDI     | 1.679  | 1,85  |           |